# 成都市文化公園
30°39′47″N 104°02′30″E / 30.66293°N 104.04168°E

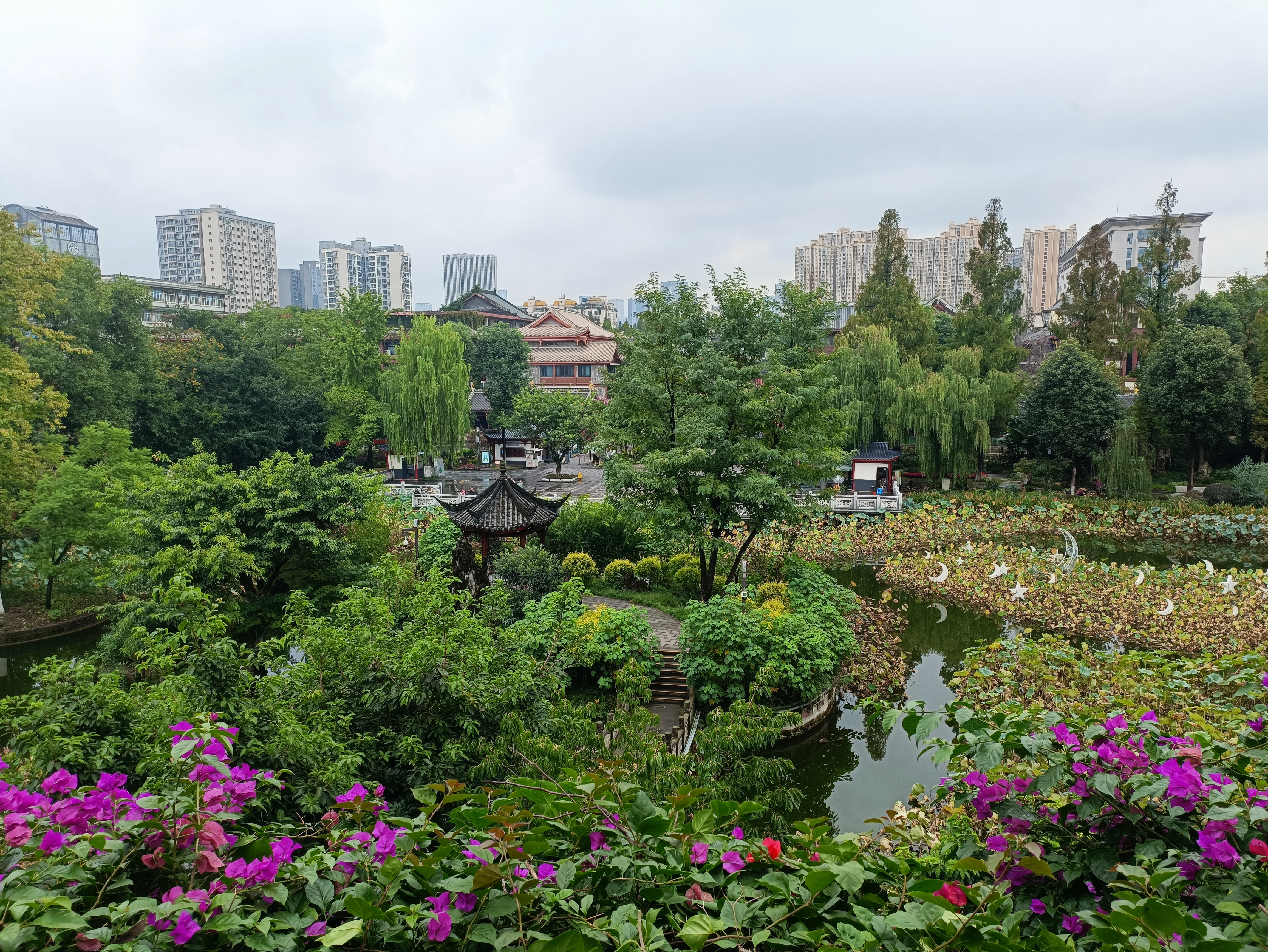
成都市文化公园

成都市文化公園是中華人民共和國四川省成都市青羊區的一個公園，位于草堂街道一环路西二段7号。它是於1959年在青羊宮和二仙庵的基礎上擴建而成。一開始名為青羊宮花園，1966年改名為文化公園。1982年青羊宮從文化公園分出。1983年11月5日，文化公園境內的兒童樂園對外開放。公園現今會舉辦一年一度的花會、燈會。
公園內的八角亭建於明朝。1972年從成都北門的武曲宮搬遷而來。公園內還有清朝重建的二仙庵，一度改造為招待所。公園內的支矶石是1958年从支矶石街口搬迁而来。公園园内的成都十二橋烈士墓，是1949年12月7日中國人民解放軍攻佔成都前夕被中華民國政府於十二桥處決的三十五位人士的墓地。
2018年3月，成都市文化公園被评定为四川省省级重点公园。